# Cena OSN na poli lidských práv
Cena OSN na poli lidských práv byla zavedena Organizací spojených národů (OSN) na Valném shromáždění rezolucí 2217 v roce 1966. Cena je určena k ocenění a pochválení lidí a organizací, které měli značný přínos na prosazování a ochraně lidských práv, která jsou zakotvena ve Všeobecné deklaraci lidských práv a v dalších dokumentech OSN.
Poprvé byly ceny uděleny v roce 1968 a od té doby jsou udělovány v pětiletých intervalech. Udělovací ceremoniál se tradičně koná 10. prosince, který OSN určilo jako Den lidských práv.

## Ocenění v roce 2013
- Biram Dah Abeid, aktivista za zrušení otroctví (Mauritánie)
- Hiljmnijeta Apuková, organizátorka hnutí na pomoc invalidům (Kosovo)
- Liisa Kauppinenová, bývalá předsedkyně Světové federace neslyšících (Finsko)
- Khadija Ryadi, zakladatelka Marocké asociace pro lidská práva (Maroko)
- Nejvyšší národní justiční soud (Mexiko)
- Malála Júsafzajová, zastánkyně práva žen na vzdělání (Pákistán)

## Ocenění v roce 2008
- Louise Arbourová, bývalá vysoká komisařka OSN pro lidská práva (Kanada)
- Bénazír Bhuttová in memoriam (Pákistán)
- Ramsey Clark, bývalý americký ministr spravedlnosti (USA)
- Carolyn Gomesová, zakladatelka nevládní organizace Jamajčané pro spravedlnost (Jamajka)
- Denis Mukwege, ředitel nemocnice pro ženy znásilněné za války (Konžská demokratická republika)
- Dorothy Stangová, misionářka a odpůrkyně kácení deštných pralesů, in memoriam (Brazílie)
- Human Rights Watch

## Ocenění v roce 2003
- Enriqueta Estela Barnes de Carlotto, předsedkyně Grandmothers of the Plaza de Mayo (Argentina)
- Mano River Women's Peace Network (Sierra Leone, Libérie, and Guinea)
- Family Protection Project Management Team (Jordánsko)
- Deng Pufang, předseda Federace čínských invalidů (Čína)
- Shulamith Koenig, ředitelka People's Movement for Human Rights Education (Spojené státy americké)
- Sérgio Vieira de Mello, představitel OSN zavražděný v Iráku (in memoriam) (Brazílie)

## Ocenění v roce 1998
- Sunila Abeyesekera, ředitelka INFORM (Srí Lanka)
- Angelina Acheng Atyam, zakladatelka Concerned Parents Association (Uganda)
- Jimmy Carter, státník a bývalý prezident (Spojené státy americké)
- José Gregori, státní tajemník pro lidská práva (Brazílie)
- Anna Šabatová, zakládající členka Charty 77 (Česko)
- všichni obránci lidských práv, "tisíce odvážných po celém světě"

## Ocenění v roce 1993
- Hassib Ben Ammar, předseda Arabského institutu pro lidská práva (Tunisko)
- Erica-Irene Daes, předsedkyně Pracovní skupiny pro původní populace (Řecko)
- James P. Grant, ředitel UNICEF (Spojené státy americké)
- Mezinárodní výbor právníků (sídlící v Ženevě)
- nemocniční personál Centrální nemocnice v Sarajevu
- Sonia Picado Sotela, místopředsedkyně Meziamerického soudu pro lidská práva (Kostarika)
- Ganesh Man Singh, nejvyšší lídr Nepálu (Nepál)
- Súdánská ženská unie (Súdán)
- Julio Tumiri Javier, zakladatel Stálého shromáždění pro lidská práva v Bolívii (Bolívie)

## Ocenění v roce 1988
- Baba Murlidhar Devidas Amte, lidskoprávní právník (Indie)
- John Peters Humphrey, ředitel United Nations Division of Human Rights  (Kanada)
- Adam Lopatka, předseda Nejvyššího soudu (Polsko)
- Leónidas Proaño, biskup (Ekvádor)
- Nelson Mandela, právník a státník (Jihoafrická republika)
- Winnie Mandela, zdravotní sociální pracovnice (Jihoafrická republika)

## Ocenění v roce 1978
- Begum Ra'Ana Liaquat Ali Khan, předsedkyně Sdružení pákistánských žen (Pákistán)
- Prince Sadruddin Aga Khan, vysoký komisař OSN pro uprchlíky (Írán)
- Martin Luther King (in memoriam) (Spojené státy americké)
- Helen Suzman, opoziční poslankyně kritizující apartheid (Jihoafrická republika)
- Mezinárodní výbor Červeného kříže
- Amnesty International
- Fond Vicaría de la Solidaridad (Chile)
- Tuniská národní unie žen (Union nationale des femmes de Tunisie) (Tunisko)

## Ocenění v roce 1973
- Taha Husajn, profesor literatury (Egypt)
- C. Wilfred Jenks, ředitel  Mezinárodní organizace práce (in memoriam) (Spojené království)
- María Lavalle Urbina, právnička a učitelka (Mexiko)
- Abel Muzorewa,  prezident Afrického národního kongresu (Namibie)
- Seewoosagur Ramgoolam, premiér Mauricia  (Mauricius)
- U Thant, Generální tajemník OSN (Myanmar)

## Ocenění v roce 1968
- Manuel Bianchi, předseda Meziamerické komise pro lidská práva (Chile)
- René Cassin, člen Komise OSN pro lidská práva  (Francie)
- Albert Luthuli, prezident Afrického národního kongresu (in memoriam) (Jihoafrická republika)
- Mehranguiz Manoutchehrian, zástupce a senátor (Írán)
- Petr Emeljanovič Nedbailo, člen Komise OSN pro lidská práva (Ukrajina)
- Eleanor Roosevelt, předsedkyně Komise OSN pro lidská práva (in memoriam) (Spojené státy)